# Промова в Палаці спорту
Промова Геббельса у Палаці спорту (Промова про тотальну війну, нім. Sportpalastrede) — промова рейхсміністра народної освіти та пропаганди Німеччини Йозефа Геббельса перед багатотисячною аудиторією в Берлінському палаці спорту 18 лютого 1943 року.
Промова вважається одним із найвідоміших виступів Геббельса і взагалі публічних виступів під час Другої світової війни.
До моменту виступу Геббельса німецька армія і її союзники зазнали важких поразок на фронтах війни: було оточене і розгромлене угрупування вермахту під Сталінградом, у Африці велися важкі бої з наступаючими арміями союзників.

У своїй 109-хвилинній патетичній промові, яка транслювалася по національному радіо в прямому ефірі, Геббельс закликав німецький народ до «тотальної війни» до переможного кінця. На балюстраді був вивішений транспарант з гаслом «Тотальна війна — найкоротша війна».
Англійці заявляють… Я питаю вас… Я питаю вас увосьме… Я питаю вас вдев'яте… Я питаю вас вдесяте і востаннє…
У промові містилося і знамените четверте питання:
Чи хочете ви тотальної війни? Чи хочете ви її, якщо треба, більш тотальної й радикальної, ніж ми можемо її собі сьогодні уявити?
Зал був охоплений натхненням. Коли Геббельс поставив п'яте питання:
Чи довіряєте ви сьогодні фюреру більше, сильніше, непохитніше, ніж будь-коли?
Багатотисячний натовп, як зазначалося в стенограмі, в єдиному пориві наснаги піднявся з місць, і зал потрясла хвиля вигуків «Хайль!» і «Так!». На завершальну частину промови Геббельс витратив цілу годину. Покинувши трибуну, він схуднув на три кілограми.

## Цитати
| Оригінал німецькою | Переклад українською |
| --- | --- |
| Ich frage euch: Wollt ihr den totalen Krieg? Wollt ihr ihn, wenn nötig, totaler und radikaler, als wir ihn uns heute überhaupt erst vorstellen können? | «Я запитую вас: чи хочете ви тотальної війни? Якщо буде потрібно, чи хочете ви більш тотальної і радикальної війни, ніж ми можемо її собі уявити?» |
| […] | […] |
| Nun, Volk, steh auf und Sturm brich los! | «Прокинься, народе, і нехай гряне буря!» |
| | |